# James Chichester-Clark

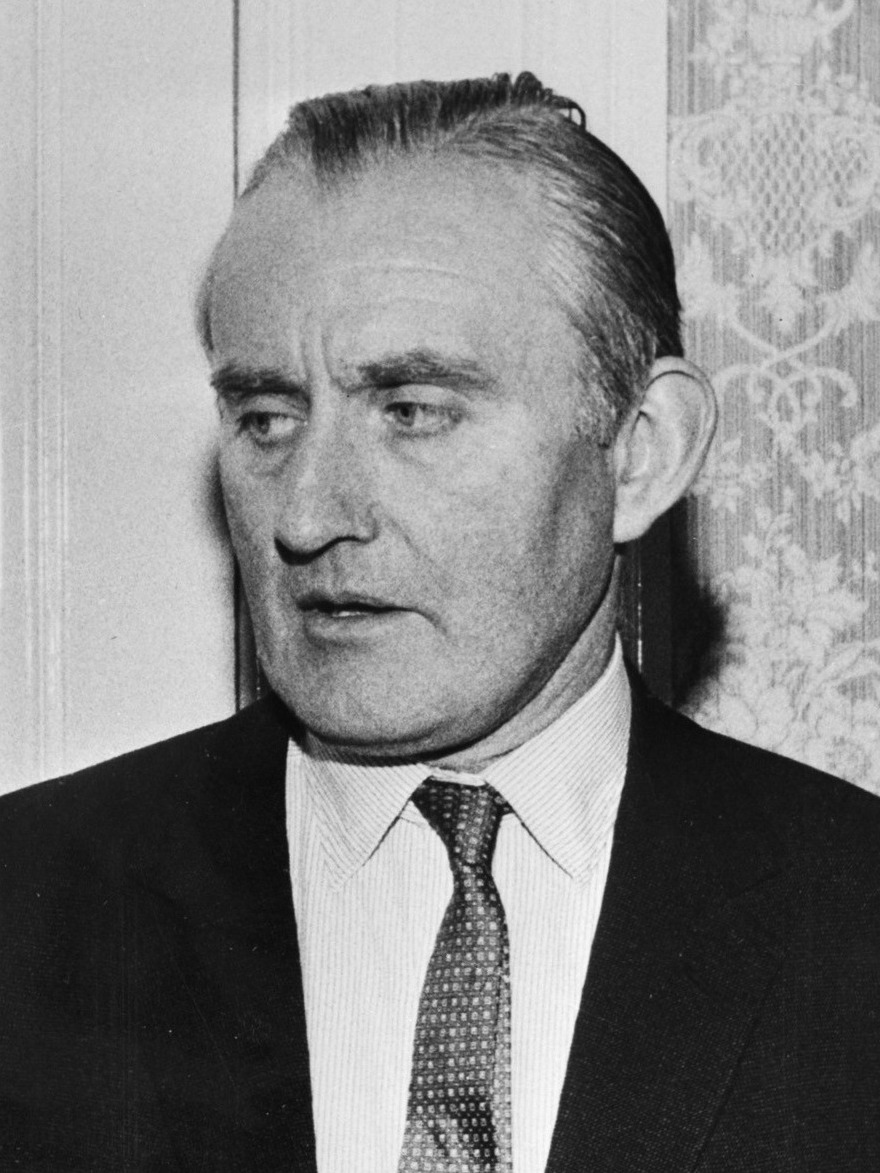
James Chichester-Clark, 1970

James Dawson Chichester-Clark, Baron Moyola (* 12. Februar 1923 in Castledawson, County Londonderry, Nordirland; † 17. Mai 2002 in London, England), war der fünfte Premierminister von Nordirland.

## Hintergrund
James Chichester-Clark war das älteste von vier Kindern des James Lenox-Conyngham Chichester-Clark aus dessen Ehe mit Marion Caroline Dehra Chichester. Er wurde am 12. Februar 1923 im Haus seiner Eltern Moyola Park in Castledawson, Nordirland, geboren. Mütterlicherseits war er ein Urururenkel einer Schwester von Robert Peel, der zweimal britischer Premierminister gewesen war. Die schulische Ausbildung erhielt er am Eton College. Während des Zweiten Weltkriegs trat er als Second Lieutenant der Irish Guards in die britische Armee ein und wurde 1944 in der Schlacht von Anzio verwundet.
Nach dem Krieg verblieb er beim Militär. Unter anderem war er von 1947 bis 1950 in Kanada stationiert, wo er der persönlichen Adjutant des Generalgouverneurs von Kanada Harold Alexander, 1. Viscount Alexander of Tunis war. Er verblieb bis April 1960 bei der Armee und erreichte den Rang eines Major. 1959 heiratete er die jung verwitwete Moyra Maud Haughton (geborene de Burgh Morris), mit der er zwei Töchter hatte. Moyra Haughton brachte einen Sohn mit in die Ehe. Nach dem Ausscheiden beim Militär zog er nach Castledawson zurück, um Landwirtschaft zu betreiben.

## Politisches Wirken
1960 zog er bei einer Nachwahl ohne Gegenkandidat als Abgeordneter für den Wahlkreis South Londonderry in das House of Commons des nordirischen Parlaments ein. Dieser Sitz war zuvor seit 1933 von seiner Großmutter Dame Dehra Parker gehalten worden.
Als 1963 Terence O’Neill Premierminister wurde, ernannte er Chichester-Clark zum Assistant Whip. Nur einen Monat später wurde der Chief-Whip, William Craig, zum Innenminister ernannt. Chichester-Clark übernahm seine Stelle. 1966 wurde er Leader of the House of Commons und war damit Mitglied im Privy Council of Northern Ireland.
Als O’Neill 1967 den Landwirtschaftsminister Harry West entließ, wurde Chichester-Clark an seiner Stelle ins Kabinett berufen. 1969 verließ er die Regierung im Streit über die Politik des Premierministers. Es gibt jedoch auch Stimmen, die seinen Rücktritt als politischen Schachzug werten. Er griff damit dem Rücktritt des Premierministers vor, der ihm nur wenige Tage später folgte, um sein eigenes Profil zu schärfen, seine Akzeptanz bei den Hardlinern zu erhöhen und Brian Faulkner im Amt des Premierministers zu verhindern.
Die folgenden Abstimmung um die Führerschaft der Ulster Unionist Party gewann Chichester-Clark mit einer Stimme. Trotz der Niederlage bei der Abstimmung zog Faulkner als loyales Mitglied ins Kabinett Chichester-Clarks ein, das ab dem 1. Mai 1969 im Amt war. Nach einer Eskalation der Unruhen in Nordirland, in denen acht Menschen starben, 750 verletzt und 1505 katholische Familien vertrieben wurden, fünfmal so viele wie protestantische, rief er die britische Armee zu Hilfe, nachdem die nordirische Polizei nicht in der Lage gewesen war, die Unruhen zu beenden. Am 5. Februar 1971 tötete die Provisional IRA in Belfast bei einer Schießerei in der Gegend von New Lodge mit Robert Curtis den ersten britischen Soldaten. Danach waren Schusswechsel zwischen der IRA und den Sicherheitskräften an der Tagesordnung. Chichester-Clark trat am 23. März 1971 vom Amt des Premierministers zurück.
Er amtierte von 1954 bis 1975 als Deputy Lieutenant und von 1975 bis 1993 als Vice-Lieutenant des County Derry.

## Ruhestand
Am 20. Juli 1971 wurde er als Baron Moyola, of Castledawson in the County of Londonderry, zum Life Peer erhoben und dadurch Mitglied des britischen House of Lords. Chichester-Clark trat für das Belfast Agreement ein, welches 1998 in einem Referendum zur Wahl stand.
Lord Moyola starb am 17. Mai 2002 im Alter von 79 Jahren. Er war der letzte noch lebende Premierminister Nordirlands.